# Marensine
Une marensine est une cabane utilisée pour l'élevage des volailles fermières des Landes.

## Présentation
Ces cabanes sont mobiles et solides. Pour respecter l'appellation volaille fermière des Landes, l'éleveur doit déplacer la marensine après chaque élevage pour permettre à la végétation et aux insectes de se régénérer pour assurer un environnement le plus naturel possible pour le prochain élevage qui ne pourra se faire au même endroit avant un an.
La structure des cabanes a été développée dans les années 1960. Les cabanes sont suffisamment solides pour être déplacées sur des distances importantes avec un tracteur.